# Kungariket Kakheti

De georgiska staterna 1490, strax efter splittringen av kungariket Georgien.

Kungariket Kakheti var en historisk monarki som låg i nuvarande Georgien mellan 1465 och 1762.
Det skapades efter splittringen av Kungariket Georgien.
Det förenades 1762 med kungariket Kartli (1478–1762) till kungariket Kartli-Kakheti (1762–1801).